# Cnephasia chrysantheana
Cnephasia chrysantheana es una especie de polilla perteneciente al género Cnephasia, categorizada en la tribu Cnephasiini, de la subfamilia Tortricinae.

## Distribución
Se distribuye por Francia.

## Taxonomía
Fue descrita por Duponchel, in Godart en 1842 y publicada por primera vez en (Sciaphila), Hist. nat. Lpid. Papillons Fr. (Suppl.) 4: 410.